# 志村&鶴瓶のあぶない交遊録
『志村&鶴瓶のあぶない交遊録』（しむらつるべのあぶないこうゆうろく、「&」は読まない）は、1998年から2021年（2020年を除く）までの毎年1月2日にテレビ朝日系列やABEMAで放送されていた特別番組。志村けんと笑福亭鶴瓶の冠番組でもある。
2014年までEPG等の各種番組表では、番組名の末尾に放送回数が付き、『志村&鶴瓶のあぶない交遊録17』（2014年版）のように表記されていたが、2015年以降は放送年が表記されていた（番組ロゴなど、放送内では明記されない）。なお、2001年のみ『志村&鶴瓶のあぶない21世紀』というタイトルで放送されている。

## 概要
東西を代表するお笑いの大御所である志村けんと笑福亭鶴瓶が、毎回ゲストを交えてトークやゲームを展開する。
直前に放送される『夢対決!とんねるずのスポーツ王は俺だ!スペシャル』と共に、テレビ朝日の年始を代表する特別番組の一つであった。特にボウリングコーナーは地上波の番組では珍しくなったお色気描写から人気を博し、年によっては視聴率が20%を超えることもあった。
2008年からはハイビジョンで制作されていた。
テレビ朝日では2014年まで毎年12月31日の昼14:00 - 15:25の枠にて、同年放送分のアンコールと次年放送分の予告を放送していた。

### 番組の終焉とその後
前述のように長らく年始の名物番組として放送されてきたが、2020年は放送されなかった。テレビ朝日からは番組の存廃に関する公表はなかったが、東京スポーツの取材ではコスト削減策として制作が行われなかったことが示唆された。
さらに同年3月29日に志村が急逝。鶴瓶は同年5月17日に放送された自らのラジオ番組『日曜日のそれ』（ニッポン放送）において「誰が（代わりを）するねんって言ったら、する人おれへんがな。あんなスケベな顔して、誰とでもキス出来て、それがいやらしくないいうねんから」と、志村の代わりになる人物はいないという趣旨の発言をしたことから、事実上2019年を最後に終了と見る向きも多かったが、12月14日、鶴瓶の公式Instagramにて最終回を収録したことを発表。収録にはコーナーレギュラーのナインティナインに加え、志村と親交のあった大悟と上島竜兵が参加した。
番組は2021年1月2日21:00 - 22:30に『志村＆鶴瓶のあぶない交遊録 大最終回スペシャル』としてABEMAで配信され、地上波では同日25:40から放送。地上波版は志村の冠を外した『アベマの時間 鶴瓶・ナイナイ 元祖英語禁止ボウリングダイジェスト』として30分間の放送となった。これによって、23年の歴史に幕を降ろした。
翌2022年は後継番組として、鶴瓶とナインティナインによる特別番組『鶴瓶&ナイナイの体当たりカレンダー2022』を経て、2023年以降は『鶴瓶&ナイナイのちょっとあぶないお正月』がABEMAで配信されている。

## 出演者

### 全編出演（メイン司会）
- 志村けん（ザ・ドリフターズ、 - 2019年）
- 笑福亭鶴瓶

### 「英語禁止ボウリング」
- ナインティナイン（岡村隆史・矢部浩之、2001年 - 2019年、2021年）
- 日出郎（2001年 - 2004年）
- ホルスタイン・モリ夫（モリマン、2005年 - 2019年、2021年）
- 大悟（千鳥、2021年）
- 上島竜兵（ダチョウ倶楽部、2021年）

進行役
いずれもテレビ朝日アナウンサー（当時含む）。
- 小久保とものしん（2001年）
- 松井康真（2002年）
- 富川悠太（2003年 - 2013年）
- 加藤泰平（2014年 - 2016年）
- 野上慎平（2017年 - 2019年、2021年）

審判
いずれも放送作家。
- 渡辺真也（2001年 - 2014年）
- 北本かつら（2015年 - 2019年、2021年）

## 番組構成
主に「英語禁止ボウリング」と「女優とトーク」の二つのコーナーで構成されるが、前後にそれ以外のコーナーが組まれる回もあった。

### 元祖英語禁止ボウリング
2001年から最終回まで約19年間にわたって行われたメイン企画。志村と鶴瓶がチームを組み、ナインティナインとボウリングで対決する。会場は主に長年田町ハイレーンが使われた。かつてフジテレビで放送されていた正月番組『タモリ・たけし・さんまBIG3 世紀のゴルフマッチ』の人気コーナー「英語禁止ホール」のパロディでもある。シリーズ途中からタイトルに「元祖」の文字が加えられた。
基本的に通常のボウリングのルールに準じるが、プレイ中は一切英語の使用を禁止し、違反するとその場で罰金として1回毎に1000円を支払わなければならない。徴収された罰金は、勝利チームへ美女との合コン資金として贈られる（2021年はなし）。判定は構成作家（当初は渡辺真也、2015年以降は北本かつら）がベルを鳴らす形式で行い、ベルの音と同時にその英語のアルファベット表記、略語の場合は正式な単語がテロップで表示される。
2003年以降は、ストライクやスペアを出した時、およびゲーム中盤以降にランダムに登場する「ピンクピン」を倒した時にさまざまなコスプレをした美女からキスをされるご褒美が追加されている。コスプレの衣装は回を重ねる度に過激さを増していたが、2009年以降は若干自粛されている。それと引き換えに、以降の回では美女による寸劇を交えた内容のご褒美が増えている。2018年のみ「家族みんなで楽しめるように」ということで「子供」「大人」「超大人」のゾーンが設けられた「コスプレ美女ルーレット」でご褒美の内容が決定され、「子供」に当たると子供向けのご褒美としてコスプレ美女からのキスチョコ手渡し、「大人」に当たると従来通りのコスプレ美女からのキス、「超大人」に当たるとシニア向けのご褒美として和服美女からお茶や和菓子が与えられた。また、2012年以降は「リフティングしていた間だけキスをもらえる」など、キスを受けにくかったり、キスに集中するのが難しくなったりするようなパターンが増えた。2021年は“コタツ美女”、“BOX美女”など覗き系のご褒美がソーシャルディスタンス対策を取りながら久々に復活している。
ただし、岡村に限ってはご褒美の扱いが悪く、美女からまともにキスをしてもらえなかったり、ブサイクなホルスタイン・モリ夫（2004年まではゲイの日出郎）から何度もキスを受けたりするのがお約束となっている。モリ夫はこの収録のために毎年日帰りで札幌から上京して収録に参加しており、2008年は『ダウンタウンのガキの使いやあらへんで!』の企画で膝を負傷したため、入院中の病院から一時退院し相方の種馬マンとともに登場した。岡村は当初モリ夫とのキスを嫌がっていたが、近年は積極的に受け入れており、結果発表などの全く関係ないシーンでもキスを交わし合う仲になっている。2021年は新型コロナウイルス感染症対策として、モリ夫の全身をビニールシートで覆った上でキスに臨んでいる。
また鶴瓶はキスの度に暴走（美女を襲うなど）することがあるため鶴瓶が暴走する度に3人（主に矢部）が引き止めるのが恒例となっている。
2011年には鶴瓶が腰痛のためボールを投げられないことから、機械を使って投球した。また、同年にはモリ夫がスケジュールの都合でVTRでの出演となり、岡村は代わりにアントキの猪木・アントニオ小猪木・アントニオ猪木（本人）からビンタを受けた（猪木本人からは、岡村以外の全員もビンタを受けた）。
2019年にはナインティナインの連勝続きを考慮して志村・鶴瓶チームにハンディキャップとして助っ人プロボウラー（本間成美・斉藤志乃ぶ）による代行投球「お助けチャンス」の使用がナインティナインが選ぶ「ちょっとしたお仕事」指令を達成した上で認められた。
2021年には志村・鶴瓶チームの助っ人として大悟、上島が参戦。上島は途中藤井聡太とドナルド・トランプに扮して登場している。
20年間の通算成績は、13勝7敗でナインティナインチームが勝ち越しとなった（志村・鶴瓶チームが2003年 - 2005年・2008年・2010年・2019年、ナインティナインが2001年・2002年・2006年・2007年・2009年・2011年 - 2018年・2021年）。

### 女優とトーク
志村の好感度により選出された、日本を代表する女優一名と志村・鶴瓶が対談する。これまでに出演した女優は次の通り。2019年、2021年はなし。
- 2004年 - 石田ゆり子、黒木瞳
- 2005年 - 大竹しのぶ
- 2006年 - 大地真央
- 2007年 - 黒木瞳
- 2008年 - 石原さとみ
- 2009年 - 香里奈
- 2010年 - 米倉涼子
- 2011年 - 吹石一恵
- 2012年 - 桐谷美玲
- 2013年 - マツコ・デラックス（美女ではなく「オカマ」である）
- 2014年 - 天海祐希
- 2015年 - 水原希子
- 2016年 - 高梨臨
- 2017年 - 二階堂ふみ
- 2018年 - 川栄李奈（浜野謙太とのドライブトーク）

### 志村けんの母
鶴瓶が志村に内緒で、志村の実母である志村和子を呼び、親子同士で触れ合える企画を用意する。2002年から2009年まで8年間行われた。
- 2002年 - 志村母がゲートボールをしているところに新年の挨拶に行き、一緒にゲートボールをした。
- 2003年 - そば屋で志村母と落ち合い、志村母が大ファンだという氷川きよしのコンサートを観に行った。
- 2004年 - テレビ朝日のスタジオで「第1回志村けん王決定戦」と題した企画を実施（鶴瓶は武内絵美アナウンサーと共に司会を担当）。志村母の他に、志村と仕事で共演している優香や上島竜兵と「志村けんと2人きりで行く温泉旅行」を賭けて争ったが、「志村けんのお父さんの名前は?」というボーナス問題に志村が正解する流れで、志村と志村母の二人に温泉旅行がプレゼントされた。
- 2005年 - 眞鍋かをりら女性タレントを喜ばせるため、ふじいあきらによる手品企画を実施。途中で鶴瓶が一時退席した後、別室で控えていた志村母に志村がふじいと手品を披露した。この回以降、番組の後半から冒頭に放送順が変更され、志村母を紹介する際に前年分の映像が一部流れるようになった。
- 2006年 - 実家にいる志村母に新年の挨拶をした後、母が一番逢いたいと思っていた石塚英彦が登場。自分の手料理（すいとん・厚揚げ）を食べてもらい、最後はお姫様抱っこをしてもらいながら頬にキスをした。石塚は志村母に「お母さん、好きになっちゃった」と発言している。
- 2007年 - 志村と鶴瓶がお互いの服装をちょい不良オヤジ風にコーディネートし、ファッションショーで披露。志村母はパンツェッタ・ジローラモと共に審査員として登場した。司会はMEGUMI。
- 2008年 - 東村山市の料理店に米寿になった志村母を招き、「年の功何でも相談室」と題して小島よしお、木下優樹菜、上島の人生相談を聞いた。上島の相談のみ、解決しなかった。
- 2009年 - 前年と同じ店で、卒寿になった志村母が世界のナベアツとローラ・チャンの人生相談を聞いた。
- 2015年11月23日、96歳で逝去[10]。2016年のエンディングで、番組から感謝のメッセージを流した。

## 各回の放送内容（2002年 - ）

### 2002年
ゲスト：新庄剛志、小池栄子、矢沢心、中村勘九郎
- 鶴瓶がぜひ会いたい人がいると言って新庄とトーク。好きなサングラスや女性の仕草などを選んでセンスを比べ合った。
- 小池と矢沢と朝までオールでプチ合コンをすることに。コンビニによる際、女性が出るのは心配、志村は1つ年上ということで鶴瓶がパシリに。
- プチ合コンの翌朝、勘九郎とマジゴルフ。負けたら皆の言いなりになるルールで鶴瓶が負けた。

### 2003年
ゲスト：龍円愛梨（当時テレビ朝日アナウンサー）、みのもんた、MEGUMI、すほうれいこ、伊織
- バスに乗り込んでゲストの元へ向おうとした時、バスから龍円アナが降りて来て2人は龍円アナと共に健康診断と体力年齢を測定した。もし異常が見つかればロケ中止と宣告されたが診断結果に少し異常があったものの、2人は強制的にロケを続行させた。
- 当時、テレビ番組などであまり働かなかった志村に鶴瓶が「逢わせたい人がいる」と言い文化放送で待っていたみのもんたと3人でトークした。
- 志村が鶴瓶をお膳立てする形でMEGUMI・すほうれいこ・伊織がやっていたアイドルプライベート飲み会へ潜入し、MEGUMIが「歌手になりたくて上京した」という話からカラオケ大会が始まり最後に伊織が唄っていた岩崎良美『タッチ』の最中に鶴瓶が入ってきて暴走した。

### 2004年
ゲスト：井上和香
- 前年同様、バスに乗り込んでゲストの元へ向おうとした時、バスの横から井上が現れ宣材写真を撮影しに行く事になりまずエステで顔の汚れなどを落とした後、志村はSMAP風に、鶴瓶はGackt風に撮影した。

### 2005年
ゲスト：野村忠宏、篠原信一、青木さやか、カンニング（竹山隆範、中島忠幸）、アンタッチャブル（山崎弘也、柴田英嗣）、ロバート（山本博、秋山竜次、馬場裕之）
- 鶴瓶が「去年やり残した事がある」と言い志村と共に、野村・篠原とトークした。
- 志村・鶴瓶の両者をお膳立てする形で居酒屋で青木、カンニング、アンタッチャブル、ロバートが接待しながら、悩み相談をするという内容でトークした。
  - そこで山崎が竹山と営業で行った学園祭で「アンニング」と言う即興コンビで組まされ決められたネタを披露しダダ滑りだったという話から、その時のネタを披露した。
  - さらに鶴瓶の指名で青木さやかが馬場と「馬場さやか」という即興お笑いコンビを無理矢理組まされ、やむなくネタを披露させられてしまった。
  - またコーナーの終盤では柴田が中島との即興コンビ「カンタッチャブル」を組まされネタを披露したが、放送はわずか5秒程しか無かった。
  - 中島は放送前年の2004年12月に仕事を休養し翌年の2006年12月に白血病で亡くなっており、カンニングが2人揃って出演した事実上最後の番組となった。
  - カンニング以外の残りの3組は後に同局で始まった『クイズプレゼンバラエティー Qさま!!』のメンバーである。
- 番組の終盤で大竹との対談終了後、今回の放送を振り返りながら志村が「年始では無く夏に番組をやり、ゲストの元へ向かうのでは無く、逆に海の家へ呼ぶ」という提案を出し、さらに「女優の竹内結子がいい」と発言したが竹内はこの5ヶ月後に中村獅童と結婚してしまい、夏の放送も実現しなかった。

### 2006年
ゲスト：中村獅童、武内絵美、大木優紀、久保田直子、矢島悠子
- 鶴瓶が志村に関係ある人に逢わせたいと都内のホテルにあるレストランへ連れて行き、中村と対談。そこで前年の上記に書いてある志村が竹内が良いと言ったシーンが再び流れた。鶴瓶は獅童に志村の事を「あなたに夢を壊された人です」と紹介、すると獅童も志村に「私でご勘弁下さい」と陳謝した。
- テレビ朝日でレギュラー番組を持っていなかった志村・鶴瓶の為に屋形船でテレ朝の女子アナウンサー4人とトークを繰り広げながら最後にどちらかの話を覚えておらず問題に正解出来なければ罰ゲームとして一発芸を披露する事になり、鶴瓶が罰ゲームの餌食になった。

### 2007年
ゲスト：朝青龍明徳、西川史子、夏川純
- 福岡で朝青龍関と市内のクラブでトーク。そこで最後に鶴瓶が「今年の抱負を聞かせて」と言うのを「来年」と言ってしまい放送日がいつか聞いて来た朝青龍に鶴瓶が「正月や」と一言、すると新年の挨拶が一言も無い事に気付いた朝青龍が注意したら鶴瓶が「11月から明けましておめでとうはおかしい」と言い朝青龍が毎年11月に行われる大相撲九州場所千秋楽の翌日に収録した事をバラした。
- 都内の寿司店で西川・夏川と共に頭上にマジックベルトで付けられたお題に他の3人のトークを聞いて答えるゲームを行い正解したら寿司を堪能出来るが不正解だったらわさび入りの激辛寿司を食べさせられるハメになったのだが、鶴瓶のみ不正解して激辛寿司を食べさせられた。

### 2008年
| 番組冒頭部分の撮影が行われた東村山駅東口 |  | 番組にも登場した「志村けんの木」 |
| 番組冒頭部分の撮影が行われた東村山駅東口 |  | 番組にも登場した「志村けんの木」 |

ゲスト：土屋アンナ、夏木マリ
- 番組冒頭（志村が鶴瓶と待ち合わせをしており、鶴瓶が遅れて来るシーン）は西武新宿線東村山駅東口で行われた。駅前に植樹されているケヤキ「志村けんの木」が登場した（この当時、立て札は即興で用意されたもので実際にはなかったが、2013年、東村山市が市制施行50周年を記念して、記念樹看板が設置された[11]）。
- 英語禁止ボウリングに黒田有彩がセーラー服姿で参加していたが、ただアホ笑いした姿が多く画面に名前も出なかったと自身のブログで述懐している[12]。

### 2009年
ゲスト：インリン・オブ・ジョイトイ、新山千春、村上知子（森三中）
- 前年と同じく番組冒頭は西武新宿線東村山駅東口で行われた。志村が鶴瓶を待っているときに1998年のVTRを見ていた。そこに鶴瓶が来て一緒に見ていた。ちなみにその1998年の様子はオンエアもされ、鶴瓶が初めてコントに挑戦した様子が放映された。
- 59歳にして未だ独身の志村に配慮して人妻タレントのインリン・新山・村上とのトーク・ゲーム企画が行われた。

### 2010年
ゲスト：オードリー（若林正恭・春日俊彰）
- オードリーの仕切りによる脳トレ企画が行われた。

### 2011年
ゲスト：山崎弘也（アンタッチャブル）、矢口真里、小倉優子、スザンヌ、前田有紀（テレビ朝日アナウンサー）
- 山崎の仕切りで、鶴瓶の還暦祝いが行われた。
- 屋形船で矢口、小倉、スザンヌ、前田アナが志村と鶴瓶に悩み相談をしながらトークする企画が行われた。

### 2012年
ゲスト：鈴木福、AKB48チーム4（島田晴香、竹内美宥、中村麻里子、永尾まりや、市川美織、入山杏奈）、山里亮太（南海キャンディーズ）
- オープニングトークで志村・鶴瓶・鈴木の3ショットトークが放送された。
- 山里の仕切りで、チーム4の各々の特技を見せ合い、来年の総選挙に向けた強みをアピールした。
- ネット局の岩手朝日テレビ（岩手県）、東日本放送（宮城県）、福島放送（福島県）は、前年に発生した東日本大震災の影響で地上アナログ放送の終了が同年3月31日に延期されたため、アナログ放送におけるあぶない交遊録の放送はこの年が最後となった。

### 2013年
ゲスト：マツコ・デラックス
- この年はいつも遅刻して登場する鶴瓶も遅刻することなく、志村・鶴瓶・マツコの3ショットトークが途中、英語禁止ボウリングをはさんで前半・後半という形で放送された。
- 英語禁止ボウリングではフリーアナウンサーの中島彩がエアロビ姿で参加[13]。このことを鶴瓶は2012年11月29日未明放送の『きらきらアフロ』（テレビ東京）でネタにしていた[14]。

### 2014年
ゲスト： 天海祐希
- 例年通り鶴瓶が遅刻したが、鶴瓶よりも先に天海が登場。前年と同じく3ショットトークが途中英語禁止ボウリングをはさんで前半・後半に分けられて放送された。

### 2015年
ゲスト：山崎弘也、おのののか、あばれる君、水原希子
- 前半は山崎、おの、あばれる君が登場し、志村、鶴瓶を元気にさせたいという事で三人おすすめのステーキを食べた。このあとに英語禁止ボウリングが放送され、後半は志村、鶴瓶、水原の3ショットトークが放送された。

### 2016年
ゲスト：岡田圭右、本間成美（女子プロボウラー）、高梨臨
- 負けが続いている英語禁止ボウリング対決の特訓と称し、岡田進行のもと、ボウリング収録前に手ほどきを受けた。
- また、本番の対決中にもハンデとして志村・鶴瓶チームのみ本間プロのサポートを受けられたが、その甲斐なく散々な結果に終わった。本間プロは放送翌日「いろいろやらかしちゃって、収録の後は本当に落ち込んだ」と自身のブログで述懐している[15]。

### 2017年
番組20年記念企画ゲスト：メイプル超合金、おかずクラブ
進行アナウンサー： 竹内由恵（当時テレビ朝日アナウンサー）
- 「20回記念パーティー」と銘打って、志村・おかずクラブチームと鶴瓶・メイプル超合金チームが「20」にちなんだミニゲームで対決[16]。
- 前年の英語禁止ボウリングで矢部にキスされた引地裕美[17]は、この年の罰金箱係として英語禁止ボウリングに参加していた[18]。
- ネット局の朝日放送（ABCテレビ）[注 11]は、23:40から自社制作のバラエティ特番『又吉大吉の眠れない夜を乗り越えて』（出演：又吉直樹、博多大吉）を放送していたため[19]、1月3日未明0:40 - 2:10の時差ネットとなった。

### 2018年
ゲスト：みやぞん（ANZEN漫才）、山ちゃん（南海キャンディーズ）、川栄李奈、浜野謙太
- 序盤はみやぞん・山ちゃんが登場し志村・鶴瓶とともにみやぞんの地元である足立区の駄菓子屋へのドライブロケを実施。その後英語禁止ボウリングを挟み川栄・浜野が登場しドライブトークと竹下通りにてインスタ映えスポット撮影と志村・鶴瓶と川栄・浜野に分かれての『インスタ「いいね！」バトル』を実施。
- 英語禁止ボウリングでは、わーすたの坂元葉月が罰金箱係を務めていた[20]。

### 2019年
ゲスト：山里亮太、今田美桜
- 験を担ぐのが好きな山里が、自慢の開運グッズを志村・鶴瓶・今田に勧めた後、山里の案内で日本橋小網町の小網神社に参拝した。
- この回以降「美女トーク」は放送なし。

### 2021年
ゲスト：大悟（千鳥）、上島竜兵（ダチョウ倶楽部）
- 「英語禁止ボウリング」のみの放送。

## スタッフ

### 2019年時点
- ナレーター：佐藤賢治
- 構成：北本かつら、松本健一 / 渡辺真也
- カメラ：辻稔（スウィッシュ・ジャパン）
- 音声：後藤龍幸（スウィッシュ・ジャパン）
- VE：柳沼修（スウィッシュ・ジャパン）
- 照明：藤井輝夫（プログレッソ）
- 美術：小谷知輝
- デザイン：飛田幸（一時離脱 → 復帰）
- 美術進行：野口香織
- 大道具：田口泰久
- 小道具：小柳沙季
- 衣裳：片瀬美穂
- メイク：川口カツラ店
- 美術協力：テレビ朝日クリエイト
- タイトル：リトルベア
- 編集：早川亮
- MA：村尾博一
- 音効：栗田勇児、藤野竜揮
- TK：吉条雅美
- 編成：三浦靖雄、芝高啓介
- 宣伝：高橋夏子（以前は広報）
- 協力：SWISH JAPAN
- ロケ協力：東京ポートボウル（2018年 - ）
- 企画協力：イザワオフィス、デンナーシステムズ
- 統括：藤井智久（2017年 - 、以前はCP → GP）
- AD：森本貴之、奥野一昭
- デスク：相馬恵美（以前はAP → プロデューサー）
- AP：竹内もも子
- ディレクター：小松隼人、齋藤由和、佐藤誠二、丸山耕弥（以前はAD）
- プロデューサー：金井大介、髙橋正輝（以前は編成）
- ゼネラルプロデューサー：畔柳吉彦（2015年 - 、以前はプロデューサー）
- 制作著作：テレビ朝日

### 2021年ABEMA版
- ナレーター：佐藤賢治
- 構成：北本かつら / 渡辺真也
- カメラ：辻稔
- 音声：佐々木瑠美
- VE：横川友之
- 照明：藤井輝夫
- 美術：小谷知輝
- デザイン：飛田幸
- 美術進行：野口香織
- 大道具：松本友博
- 小道具：小柳沙季
- 衣裳：片瀬美穂
- メイク：川口カツラ店
- 美術協力：テレビ朝日クリエイト
- タイトル：リトルベア
- 編集：小野坂智
- MA：安里佳乃
- 音効：栗田勇児
- 編成：柿野陽
- 宣伝：高橋夏子
- スペシャルサンクス：押目隆之介、萩原弘騎、吉澤容子
- 協力：SWISH JAPAN、IMAGICA
- ロケ協力：東京ポートボウル
- 企画協力：イザワオフィス、デンナーシステムズ
- AD：坂本知哉、田仲雅典、大塚将徳
- AP：白石麻理絵
- ディレクター：齋藤由和、佐藤誠二
- プロデューサー：泉良樹、鹿島望、島川博篤
- 統括：藤井智久
- 製作協力：Abema Production
- 制作著作：テレビ朝日

### 過去のスタッフ
- TM：大島秀一（ - 2013年）
- TD：山口崇（テイクシステムズ）
- カメラ：中島浩司・門倉秀樹・佐藤厚誠（スウィッシュ・ジャパン）、廣瀬義幸（テイクシステムズ）
- 音声：赤星佳奈（テイクシステムズ）、目野智子（スウィッシュ・ジャパン）
- VE：東那美（テイクシステムズ）
- 照明：香川和代（プログレッソ）、根建勝広（プログレッソ）、渡辺英明（テレテック）
- 美術：金原典代（以前は美術進行）
- デザイン：前田香織
- 美術進行：田島えりか・森みどり（テレビ朝日クリエイト）
- 小道具：宮本恵美子
- 編集：黒澤雅之・伊藤英二・田口祐太・大西裕太（IMAGICA）
- MA：奴賀貴幸・遠山正・佐藤大地・松田直起（IMAGICA）
- 編成：村上浩一、吉村周、大沢解都、瀧川恵、高崎壮太
- 広報・宣伝：井上裕子
- 協力：ビデオパックニッポン、東京オフラインセンター、IMAGICA
- デスク：星野敬子、中川千波
- AD：中村広嗣、大西純子、福田峻次、石田珠恵、丸山将人、雨宮智史、藤森達也、辻信吾、熊谷和也、駒奈穂子、石渡遼平
- AP：西野絵梨香（以前はAD）
- ディレクター：佐藤真吾、植松義貴、近藤貴浩、岩田周人、近藤正紀
- プロデューサー：山本靖裕、鈴木忠親、冨澤有人（以前はAP）
- チーフプロデューサー：中村雪浩（ - 2001年）、板橋順二（2002 - 2006年）

## ネット局
テレビ朝日系列にて、毎年1月2日の23:40から翌1:10に放送。ただし、クロスネット局の福井放送・テレビ宮崎では放送されなかった。
また、年によってはテレビ朝日系列局のない地域（山陰放送およびテレビ高知、共にTBS系列局）でも後日放送されていた。